# Flavia Julia Constantia
Flavia Julia Constantia (Trier, ? - ca. 330) was een lid van de Constantijnse dynastie – ze was een dochter van Constantius I Chlorus en halfzus van Constantijn de Grote – en als vrouw van de Oost-Romeinse keizer Licinius in de eerste helft van de 4e eeuw n.Chr. Romeinse keizerin.

## Leven
Constantia was de dochter van Constantius I Chlorus en Flavia Maximiana Theodora. Haar broers en zussen waren Julius Constantius, Flavius Dalmatius, Flavius Hannibalianus, Anastasia en Eutropia. Constantijn was slechts haar halfbroer, daar hij uit de verbintenis van Constantius met Helena stamde en niet uit diens huwelijk met Theodora. Constantia werd waarschijnlijk in Trier geboren en opgevoed. Toen Constantius I in 306 stierf, volgde Constantijn hem op als keizer. Dit leidde tot een burgeroorlog, in het verloop van dewelke Constantijn zich met Licinius tegen de usurpator Maxentius verbond. Ter verkering van dit verbond werd Constantia met Licinius verloofd. Daardoor voelde Maximinus Daia zich op zijn beurt bedrogen, die de verbintenis als tegen hem gericht zag en zich daarop met Maxentius verbond. Constantijn kon uiteindelijk in 312 Maxentius in Rome verslaan, en Licinius versloeg in 313 Maximinus Daia.
In februari 313 kwamen Licinius en Constantijn in Milaan bijeen, waar Constantia en Licinius trouwden. Bovendien lieten beide keizers het tolerantieedict van Milaan afkondigen, dat alle godsdiensten in het Romeinse Rijk - ook het noch onder Diocletianus vervolgde Christendom - vrije geloofsuitoefening toestond. In juli 315 werd ten slotte de eerste zoon van Constantia en Licinius geboren: Licinianus Licinius. In 316 kwam het tot een openlijk conflict in de gespannen verhouding tussen Licinius en Konstantin. Constantia begeleidde haar man op de veldtocht en vluchtte vervolgens met hem van Sirmium naar Adrianopel. Toen het in 324 tot een tweede burgeroorlog kwam, bemiddelde Constantia in Nicomedia tussen haar halfbroer en haar man. Constantijn kon deze oorlog ten slotte winnen. Constantia kon Constantijn overreden, Licinius en haar zoon niet te doden, die beiden in plaats daarvan werden gevangengezet. In 325 liet Constantijn Licinius desalniettemin executeren, en in 326 diens zoon. Daarmee schond hij een eed, die hij tegenover Constantia had gezworen.
Constantia bleef desalniettemin invloedrijk aan het hof van Constantijn, waar ze de eervolle titel van een nobilissima femina droeg. Constantia, die uitermate hoog in de gunst stond bij Constantijn, zocht deze voor het Arianisme te winnen. Ze was reeds sinds 317, toen ze in Nicomedia resideerde, onder de invloed van de Ariaanse bisschop Eusebius van Nicomedia gekomen, die haar met de persoon en leer van Arius in contact bracht. Ook op het Concilie van Nicea in 325 ondersteunde ze de Ariaanse fractie van Eusebius van Nicomedia, terwijl ze ze tot aanname van de geloofsverklaring trachtte te bewegen. Daarenboven is een briefwisseling van Constantia met Eusebius van Caesarea overgeleverd, in dewelke ze hem om een beeld van Christus verzocht. Rond 330 stierf Constantia ten slotte. Constantijn eerde haar noch na haar dood met de herstelling van meerdere munten en de naamsverandering van de stad Maiuma (de haven van Gaza) in Constantia.